# FC Marisca Mersch
FC Marisca Mersch (luks. Foussballclub Marisca Miersch) – luksemburski klub piłkarski mający siedzibę w mieście Mersch, w środku kraju, grający od sezonu 2024/25 w rozgrywkach Éierepromotioun.

## Historia
Chronologia nazw:
- 1908: FC Marisca Mersch (luks. Foussballclub Marisca Miersch)
- 1940: FK Mersch
- 1944: FC Marisca Mersch

Klub piłkarski FC Marisca Mersch został założony w Mersch w 1908 roku. W sezonie 1909/10 zespół debiutował w oficjalnych mistrzostwach Luksemburgu w Klasse B (D2). Ale potem do sezonu 1920/21 nie brał udziału w żadnych mistrzostwach. W sezonie 1921/22 ponownie zagrał w rozgrywkach 3.Divisioun (D3), zajmując drugie miejsce w Distrikt Norden i awansując do 2.Divisioun. W sezonie 1922/23 klub zajął końcowe 4.miejsce w 1.Distrikt, ale potem przez cztery sezony nie uczestniczył w mistrzostwach. Po przerwie w sezonie 1927/28 drużyna ponownie występowała w 3.Divisioun (D4).
W 1932/33 po reorganizacji systemu lig i wprowadzeniu najwyższej ligi Éirendivisioun poziom 3.Divisioun spadł do piątego stopnia. W sezonach 1935/36 i 1937/38 klubowi udało się zagrać na czwartym poziomie w 2.Divisioun, ale za każdym razem spadał z powrotem do 3.Divisioun. Od 1940 roku, kiedy Luksemburg był okupowany przez nazistowskie Niemcy, zwany był Fußballklub Mersch. Grał w rozgrywkach lokalnych mistrzostw Niemiec, ale nigdy nie zakwalifikował się do 1. Klasse Luxemburg (D3). W 1944 roku po wyzwoleniu powrócił do pierwotnej nazwy klubu FC Marisca Mersch.
W sezonie 1945/46 klub wznowił udział w rozgrywkach mistrzostw Luksemburgu, zajmując czwarte miejsce w 3.Distrikt 3.Divisioun i awansując do 2.Divisioun. W następnym sezonie 1946/47 zdobył wicemistrzostwo 1.Distrikt 2.Divisioun i promocję do Promotioun (D3). Na trzecim poziomie występował aż do sezonu 1956/57, kiedy to zajął 11.miejsce. W wyniku reorganizacji lig zespoły zajmujące 11. i 12. miejsce spadały o dwie ligi niżej. Kolejny sezon 1957/58 drużyna rozpoczęła w 3.Divisioun (D5).
W sezonie 1960/61 zespół wygrał najpierw 3.Distrikt 3.Divisioun, a potem w barażach był drugim, co pozwoliło otrzymać promocję do 2.Divisioun. W następnym sezonie 1961/62 zdobył mistrzostwo 1.Distrikt 2.Divisioun i awans do 1.Divisioun. Kolejny sezon 1962/63 również był udanym, po zajęciu drugiej pozycji w pierwszej dywizji uzyskał promocję do Éierepromotioun (D2).
Na drugim poziomie klub zagrał tylko jeden sezon 1963/64, po zajęciu 12.miejsca spadł z powrotem do 1.Divisioun. Od 1970 roku nastąpił gorszy okres w historii klubu, w ciągu czterech lat klub spadł o trzy ligi do 4.Divisioun (D6). Sezon 1975/76 zakończył na drugiej pozycji w 2.Distrikt. Ponieważ drugie drużyny klubów zostały włączone do rozgrywek pierwszych drużyn, klub awansował o dwie ligi do 2.Divisioun (D4) w sezonie 1976/77.
Od sezonu 1976/77 do 2012/13 klub balansował pomiędzy drugą a pierwszą dywizją. W sezonie 2012/13 wygrał 1.Distrikt i wywalczył awans do Éierepromotioun (D2). Jednak zajął 14.miejsce i spadł z powrotem do 1.Divisioun. Sezon 2019/20 został zakończony wcześniej (11 marca 2020) z powodu pandemii COVID-19. Tak jak klub zajmował pierwszą lokatę w tabeli 1.Distrikt, to otrzymał promocję do Éierepromotioun. W następnym sezonie również rozgrywki zostały przerwane z powodu pandemii COVID-19 już pod koniec października 2020 roku. Wówczas klub zajmował piąte miejsce i nie mógł liczyć na awans. W kolejnym sezonie 2021/22 zespół spadł na 12.pozycję. Dopiero w sezonie 2022/23 zdobył wicemistrzostwo Éierepromotioun i po raz pierwszy w swojej historii zapewnił sobie miejsce w najwyższej klasie ligi luksemburskiej, zwanej Nationaldivisioun..

## Barwy klubowe, strój, herb, hymn
|  |  |

Klub ma barwy żółto-niebieskie. Zawodnicy domowe spotkania zazwyczaj grają w żółtych koszulkach, niebieskich spodenkach oraz żółtych getrach.

## Sukcesy

### Trofea międzynarodowe
Nie uczestniczył w rozgrywkach europejskich (stan na 31-05-2023).

### Trofea krajowe
| \| \| Zdobyte trofea w rozgrywkach Luksemburga (stan na: 31-05-2023) \| |                                                                |      |          |
| Rozgrywki                                                               | Osiągnięcie                                                    | Razy | Sezon(y) |
| Mistrzostwo                                                             | I miejsce                                                      | 0    |          |
| Mistrzostwo                                                             | II miejsce                                                     | 0    |          |
| Mistrzostwo                                                             | III miejsce                                                    | 0    |          |
| Mistrzostwo                                                             | ?.miejsce                                                      | 1    | 2023/24  |
| Puchar                                                                  | zdobywca                                                       | 0    |          |
| Puchar                                                                  | finalista                                                      | 1    | 2022/23  |
| II liga                                                                 | I miejsce                                                      | 0    |          |
| II liga                                                                 | II miejsce                                                     | 1    | 2022/23  |
| II liga                                                                 | III miejsce                                                    | 0    |          |
| Luksemburg                                                              | Zdobyte trofea w rozgrywkach Luksemburga (stan na: 31-05-2023) |      |          |

- Éischter Divisioun (D3):
  - mistrz (2x): 2012/13 (1.Distrikt), 2019/20 (1.Distrikt)
  - wicemistrz (2x): 1962/63, 1986/87
  - 3.miejsce (6x): 1947/48 (2.Distrikt), 1949/50 (1.Distrikt), 1952/53 (1.Distrikt), 2009/10 (1.Distrikt), 2010/11 (1.Distrikt), 2015/16 (1.Distrikt)

- Coupe FLF:
  - finalista (1x): 2010/11

## Poszczególne sezony

### Rozgrywki międzynarodowe

#### Europejskie puchary
Nie uczestniczył w rozgrywkach europejskich.

### Rozgrywki krajowe
| \| Luksemburg \| Bilans występów klubu w rozgrywkach piłkarskich Luksemburga (Stan na 31 maja 2023 r.) \| \| |                                                                                       |        |       |   |   |   |    |    |     | |        |        |      |
| Poziom | Rozgrywki                                                                             | Sezony | Mecze | Z | R | P | B+ | B– | Pkt | Lata | Awanse | Spadki | Naj. |
| I | Nationaldivisioun                                                                     | 1      |       |   |   |   |    |    |     | 1999/2000, od 2023 | 0      | 1      | 11   |
| II | Klass B, Éierepromotioun                                                              | 6      |       |   |   |   |    |    |     | 1909/10, 1963/64, 2013/14, 2020–2023                                                                                                   | 1      | 5      | 2    |
| III | Éischter Divisioun                                                                    | 43     |       |   |   |   |    |    |     | 1922/23, 1947–1957, 1962/63, 1964–1967, 1968–1970, 1979–1983, 1984–1989, 1991/92, 1997/98, 2003–2008, 2009–2013, 2014–2020             | 3      | 9      | 1    |
| IV | Zweet Divisioun                                                                       | 29     |       |   |   |   |    |    |     | 1921/22, 1927–1932, 1935/36, 1937/38, 1946/47, 1961/62, 1967/68, 1970/71, 1976–1979, 1983/84, 1989–1991, 1992–1997, 1998–2003, 2008/09 | 2      | 0      | 1    |
| V | Drëtt Divisioun                                                                       | 14     |       |   |   |   |    |    |     | 1932–1935, 1936/37, 1938–1940, 1945/46, 1957–1961, 1971–1974                                                                           | 4      | 1      | 1    |
| | Puchar Luksemburgu                                                                    | 60     |       |   |   |   |    |    |     | od 1921/22 | 0      | 0      | 2    |
| Luksemburg                                                                                                   | Bilans występów klubu w rozgrywkach piłkarskich Luksemburga (Stan na 31 maja 2023 r.) |        |       |   |   |   |    |    |     | |        |        |      |

## Piłkarze, trenerzy, prezydenci i właściciele klubu

### Piłkarze

#### Aktualny skład zespołu
Stan na10 grudnia 2023
| Nr | Poz. | Piłkarz                   |
| -- | ---- | ------------------------- |
| 5  | OB   | Valentin Duarte           |
| 6  | PO   | Jedilson Varela           |
| 7  | PO   | Frédéric Thill            |
| 8  | PO   | Michel Jacobs             |
| 9  | NA   | Leonel Gomes              |
| 11 | NA   | Benjamin Bresch (kapitan) |
| 12 | OB   | Tidiane Sacko             |
| 13 | OB   | Patrick Esteves           |
| 14 | OB   | Mohammad Amir Mohammadi   |
| 17 | NA   | Landry Meyong             |
| 18 | PO   | David Dadashev            |
| 19 | PO   | Nicola Schreiner          |
| 21 | PO   | Lucas Gonzales            |
| 22 | OB   | Célestin Lilango Nzanga   |
| 24 | PO   | Timur Crnovrsanin         |
| 25 | PO   | Rayan Natami              |

| Nr | Poz. | Piłkarz                    |
| -- | ---- | -------------------------- |
| 27 | NA   | Bi Youan Sylvère Boueti    |
| 28 | PO   | Jeff Addai                 |
| 30 | BR   | Stéphan Moussima           |
| 43 | OB   | Tun Held                   |
| 44 | OB   | Valdemar Correia           |
| 45 | OB   | Danilo Marcelino           |
| 60 | BR   | Benjamin Salmistraro       |
| 71 | BR   | Guilherme Pereira Sequeira |
| 75 | PO   | Alison Martins             |
| 77 | NA   | Joel Rodrigues da Cruz     |
| 80 | NA   | Resul Musolli              |
| 88 | PO   | Andre Manuel Silva Moreira |
| 92 | PO   | Saidi Ndayishimiye         |
| 97 | OB   | Giuseppe Ferretti          |
| 98 | BR   | Tom Boussong               |

### Trenerzy
...
- od 1.01.2022:  Mikhail Zaritski

## Struktura klubu

### Stadion
Klub piłkarski rozgrywa swoje mecze domowe na stadionie Stade Schintgespesch w Mersch, który może pomieścić 1.000 widzów.

## Kibice i rywalizacja z innymi klubami

### Derby
- Atert Bissen